# 蔷薇花油

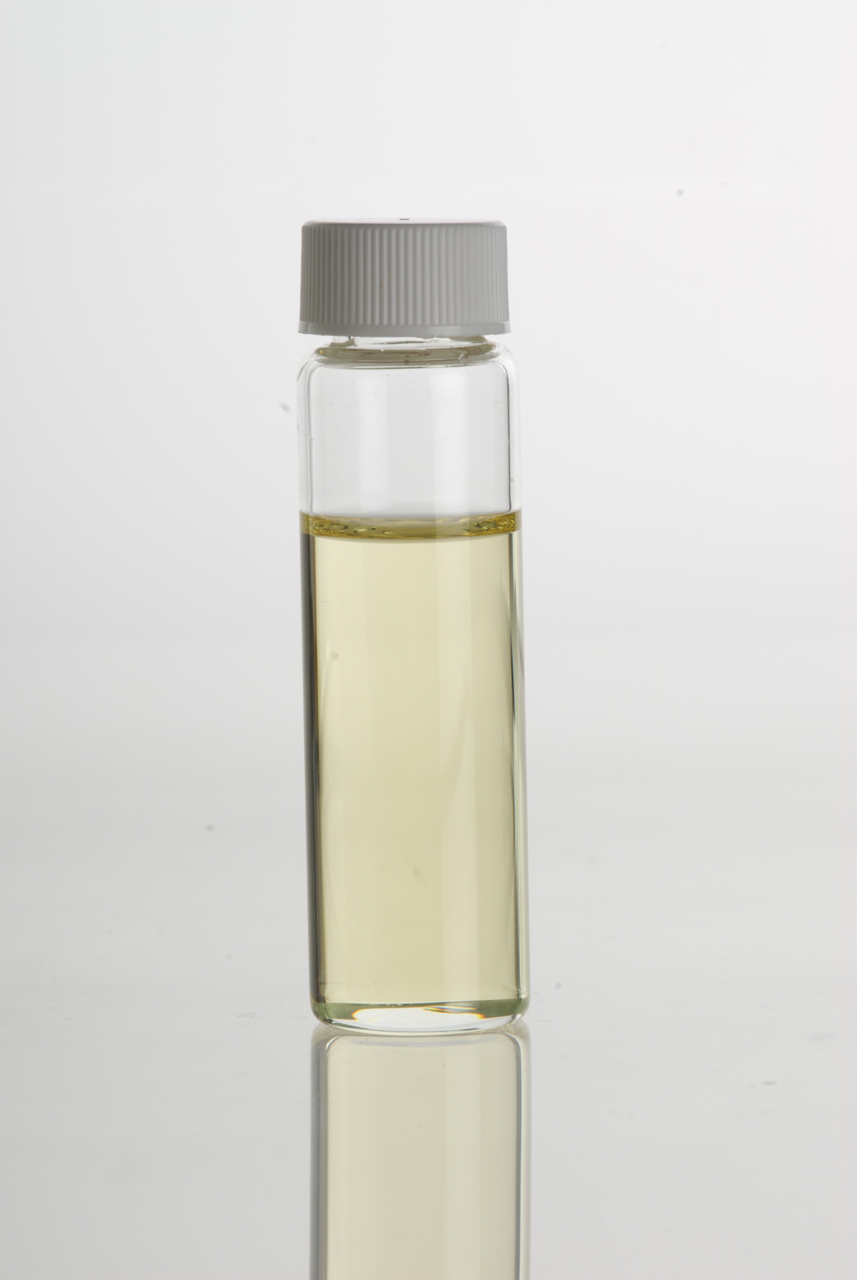
一瓶由大马士革蔷薇制作的蔷薇精油

蔷薇花油（英語：rose oil），也叫蔷薇油、玫瑰花油、玫瑰油，是蔷薇属植物花瓣的油性提取物，常用于制作香水和化妆品。通过蒸馏法获取的蔷薇油叫做蔷薇精油、玫瑰精油（英語：rose essence, rose attar, rose otto），通过浸提法获得的固态油性物质叫做蔷薇浸膏、玫瑰浸膏（英語：rose concrete），蔷薇浸膏的乙醇抽提物称为蔷薇净油、玫瑰净油（英語：rose absolute）。
蔷薇花油的主要来源是突厥蔷薇，即大马士革蔷薇，主要产区是保加利亚和中东地区。法国与摩洛哥使用百叶蔷薇提取蔷薇花油。中国山东平阴、甘肃永登等地从玫瑰中提取玫瑰花油。